# 曾恒一
曾恒一（1939年9月22日—），重庆人，中国海洋石油工程专家，中国工程院院士，现任中国海洋石油总公司副总工程师、国家能源深水油气工程技术研发中心主任、国家能源专家咨询委员会委员。

## 生平
1961年毕业于上海交通大学。1997年当选为中国工程院院士。